# Telchac Pueblo
Telchac Pueblo é um município do estado do Iucatã, no México. A população do município calculada no censo 2005 era de 3.404 habitantes.